# Don't U Ever Stop
 (juin 2022).
Si vous disposez d'ouvrages ou d'articles de référence ou si vous connaissez des sites web de qualité traitant du thème abordé ici, merci de compléter l'article en donnant les références utiles à sa vérifiabilité et en les liant à la section « Notes et références ».
Singles de KAT-TUN
LIPS
(2008) White X'mas
(2008)
Don't U Ever Stop est le 7esingle du groupe KAT-TUN sorti sous le label J-One Records le 14 mai 2008 au Japon. Il atteint la 1re place du classement de l'Oricon. Il se vend à 381 672 exemplaires la première semaine et reste classé 17 semaines, pour un total de 447 971 exemplaires vendus. Il sort en format CD, CD édition Limitée 1/2/3.
Don't U Ever Stop a été utilisé comme thème musical pour le drama 1 Pound no Fukuin dans lequel joue Kamenashi Kazuya. Don't U Ever Stop est présente sur l'album Break the Records - by you & for you -.

## Liste des titres
| 1. | Don't U Ever Stop                    | SPIN | Shusui, Fredrik Hult, Carl Utbult | 4:16 |
| 2. | Don't U Ever Stop (Original Karaoke) | SPIN | Shusui, Fredrik Hult, Carl Utbult | 4:16 |

| 1. | Don't U Ever Stop                                     | SPIN       | Shusui, Fredrik Hult, Carl Utbult | 4:16 |
| 2. | w/o notice?? (Kamenashi Kazuya)                       | AKIRA      | AKIRA                             | 3:40 |
| 3. | Natsu no Basho (Taguchi Junnosuke) (夏の場所)         | NAO, Micro | NAO                               | 4:47 |
| 4. | w/o notice?? (Original Karaoke) (Kamenashi Kazuya)    | AKIRA      | AKIRA                             | 3:38 |
| 5. | Natsu no Basho (Original Karaoke) (Taguchi Junnosuke) | NAO, Micro | NAO                               | 4:46 |

| 1. | Don't U Ever Stop                           | SPIN         | Shusui, Fredrik Hult, Carl Utbult | 4:16 |
| 2. | LOVEJUICE (Akanishi Jin)                    | Akanishi Jin | Adrian Newman, Jade Macrae        | 3:51 |
| 3. | PARASITE (Tanaka Koki)                      | JOKER        | Atsushi, Axel-G                   | 4:08 |
| 4. | LOVEJUICE (Original Karaoke) (Akanishi Jin) | Akanishi Jin | Adrian Newman, Jade Macrae        | 3:51 |
| 5. | PARASITE (Original Karaoke) (Tanaka Koki)   | JOKER        | Atsushi, Axel-G                   | 4:06 |

| 1. | Don't U Ever Stop                                     | SPIN            | Shusui, Fredrik Hult, Carl Utbult | 4:16 |
| 2. | Ai no Hana (Ueda Tatsuya) (愛の華)                    | Ueda Tatsuya    | Ueda Tatsuya                      | 6:04 |
| 3. | SMACK (Nakamaru Yuichi)                               | Nakamaru Yuichi | Tadashi Tanaka                    | 4:19 |
| 4. | Ai no Hana (Original Karaoke) (Ueda Tatsuya) (愛の華) | Ueda Tatsuya    | Ueda Tatsuya                      | 6:04 |
| 5. | SMACK (Original Karaoke) (Nakamaru Yuichi)            | Nakamaru Yuichi | Tadashi Tanaka                    | 4:17 |